# ユネス・ベランダ
ユネス・ベランダ（アラビア語: يونس بلهندة; Younès Belhanda, 1990年2月25日 - ）は、フランス・ヴォクリューズ県アヴィニョン出身のサッカー選手。苗字は「ベルアンダ」とも表記する。アダナ・デミルスポル所属。ポジションはMF。主に攻撃的MFだが、センターFWや左サイドハーフを務めることもある。

## 経歴

### クラブ
2003年からモンペリエHSCのユースチームに所属。2009年にトップチームに昇格し、同年8月8日のPSG戦でプロデビューを果たした。2011-12シーズンには12得点を挙げる活躍を見せ、中心選手としてオリヴィエ・ジルーなどと共に攻撃陣を形成しクラブ史上初となるリーグ・アン優勝に貢献した。
2013年6月30日、ディナモ・キエフへの移籍が決定。2016年1月6日、シャルケ04にレンタル移籍。同年8月31日にはOGCニースへレンタル移籍し3年ぶりにフランス復帰を果たした。ニースでは定位置を確保して3得点7アシストを記録し、CL出場圏内である3位躍進に貢献した。
2017年6月27日、トルコ・スュペル・リグのガラタサライSKへ完全移籍。

### 代表
フランス代表とモロッコ代表でプレーすることができ、ユース世代ではフランス代表としてプレーし、2010年のトゥーロン国際大会に出場した。
2010年11月17日の北アイルランド戦でモロッコ代表としてA代表デビューを果たした。アフリカネイションズカップ2012のグループリーグ第3戦、ニジェール戦で代表初得点を挙げた。
2018年のロシアワールドカップではグループリーグ3試合に左フォワードやトップ下としてスタメン出場した。

## 代表歴

### 出場大会
- モロッコ代表
  - 2018 FIFAワールドカップ

### 試合数
- 国際Aマッチ 59試合 5得点（2010年-2022年）[6]

| モロッコ代表 | 国際Aマッチ | 国際Aマッチ |
| 年           | 出場        | 得点        |
| ------------ | ----------- | ----------- |
| 2010         | 1           | 0           |
| 2011         | 8           | 0           |
| 2012         | 8           | 1           |
| 2013         | 7           | 1           |
| 2014         | 7           | 1           |
| 2015         | 2           | 0           |
| 2016         | 3           | 0           |
| 2017         | 7           | 0           |
| 2018         | 9           | 2           |
| 2019         | 6           | 0           |
| 2020         | 0           | 0           |
| 2021         | 0           | 0           |
| 2022         | 1           | 0           |
| 通算         | 59          | 5           |

## タイトル
モンペリエ
- リーグ・アン : 2011-12

ディナモ・キエフ
- ウクライナ・プレミアリーグ : 2014-15, 2015-16
- ウクライナ・カップ : 2013-14, 2014-15

ガラタサライ
- スュペル・リグ : 2017-18, 2018-19
- テュルキエ・クパス : 2018-19